# Clemens Maria Hofbauer
Clement Maria Hofbauer CSsR (26 december 1751 – 15 maart 1820) was een Moravische kluizenaar en later priester van de Redemptoristische congregatie. Hij stond bekend om zijn passie voor prediking en zijn inspanningen om het katholieke geloof te verspreiden. Zijn leven was gewijd aan het dienen van de armen en behoeftigen, en hij wordt geëerd voor zijn vastberadenheid en toewijding aan het verspreiden van het evangelie.

## Biografie
Hofbauer werd geboren op 26 december 1751 in Taßwitz (nu Tasovice), Moravië, dat destijds deel uitmaakte van het Heilige Roomse Rijk. Als jonge man trad hij toe tot de orde van de redemptoristen en begon zijn opleiding tot priester. Hij werd al snel bekend vanwege zijn welsprekendheid en zijn vermogen om mensen te inspireren met zijn preken.
Na zijn wijding tot priester in 1785 werd Hofbauer uitgezonden als missionaris naar verschillende delen van Europa, waaronder Polen en Duitsland. Zijn preken trokken grote menigten aan en hij verwierf al snel een reputatie als een krachtige en inspirerende spreker. Hij richtte verschillende kloosters op en was actief betrokken bij het bevorderen van het religieuze leven in de gemeenschappen waar hij werkte.

## Zalig- en Heiligverklaring
Hofbauer werd zalig verklaard door Paus Leo XII op 29 januari 1888, en later heilig verklaard door Paus Pius X op 20 mei 1909. Zijn heiligheid wordt geëerd door de katholieke Kerk als een voorbeeld van opofferingsgezindheid, dienstbaarheid en toewijding aan het evangelie. Zijn feestdag wordt jaarlijks gevierd op 15 maart. Hofbauer blijft een inspiratiebron voor velen vanwege zijn leven van gebed, armoede en liefdadigheid, evenals zijn vastberadenheid om het geloof te verspreiden in moeilijke tijden.
- Bibliothèque nationale de France: cb131692837 (data)
- Gemeinsame Normdatei: 118552317
- International Standard Name Identifier: 0000 0001 2319 9604
- Library of Congress Control Number: n88221052
- Nationale Bibliotheek van Letland: 000157057
- Nationale Bibliotheek van Tsjechië: jn20000700725
- Nationale bibliotheek van Australië: 51933905
- Nationale Bibliotheek van Polen: a0000001191056
- Nederlandse Thesaurus van Auteursnamen: 074007408
- Réseau des bibliothèques de Suisse occidentale: 02-A025015894
- Système universitaire de documentation: 035131047
- Trove: 1510335
- Virtual International Authority File: 18013922
- WorldCat: E39PBJd3T4GC9TM47DtmvxYQMP